# Rob Halford
Robert John Arthur „Rob“ Halford (* 25. srpna, 1951, Birmingham, Anglie) je anglický zpěvák a skladatel. Nejvíce se proslavil jako frontman heavymetalové skupiny Judas Priest, která byla založena v roce 1969. V roce 1998 založil metalovou skupinu Halford jako vedlejší sólový projekt. Je známý díky silnému hlasu s širokým rozsahem a jeho image koženého oblečení s cvočky, které se v heavy metalu stalo ikonou. Podílel se také na několika vedlejších projektech jako Fight a Two.
Server AllMusic o Halfordovi napsal: „V historii heavy metalu bylo jen málo zpěváků, jejichž styl zpěvu byl tak vlivný a okamžitě zřetelný... byl schopen bez námahy střídat mezi growlingem a falsetem, které na ucho tolik zapůsobilo.“ Fanoušky je přezdíván "Metal God" (metalový bůh). Své fanoušky nazývá "Metal Maniacs" (metalový maniaci).

## Život a kariéra
Robert John Arthur Halford se narodil 25. srpna 1951 ve čtvrti Sutton Coldfield. Vyrůstal v nedalekém Walsallu na sídlišti Beechdale. Mezi jeho rané vzory patřili Little Richard, Janis Joplin a Robert Plant.

### Judas Priest

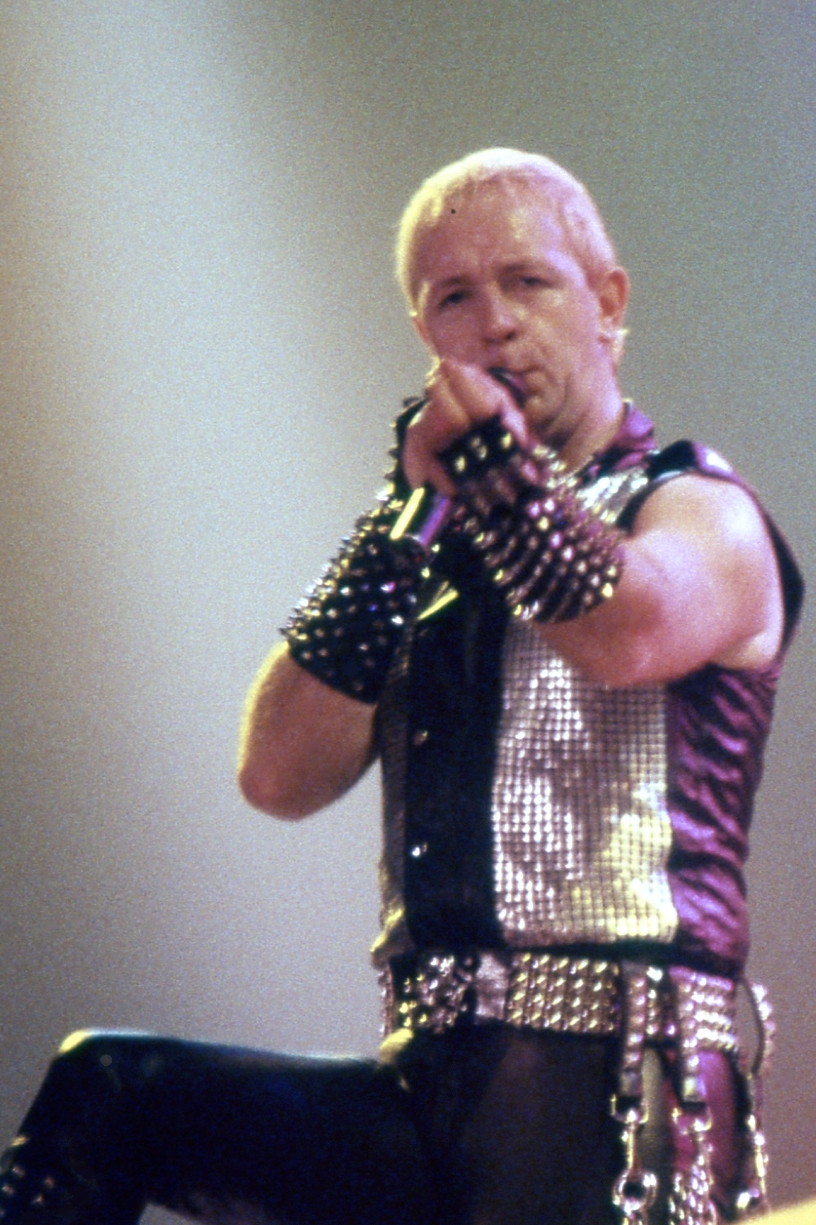
Halford v roce 1984

Halford byl Judas Priest představen basistou a spoluzakladatelem Ianem Hillem, který tehdy chodil s jeho sestrou Sue. Halford, do té doby vedoucí porno kina, se ke skupině připojil jako zpěvák a z předchozí kapely Hiroshima s sebou přivedl bubeníka Johna Hinche.
V roce 1974 debutoval na prvním albu skupiny Rocka Rolla. Po celé sedmdesátá a osmdesátá léta pokračoval v čele Judas Priest. V roce 1990 se objevil se zcela novými tetováními, včetně kříže Judas Priest na pravé paži a kruhem kolem druhého, stejně jako několika dalších na jeho bedrech. Začal si také holit hlavu.
V poslední den turné pro album Painkiller v srpnu 1991 během show v Torontu vyjel Halford na pódium na motocyklu Harley-Davidson, oblečený v motorkářském ohozu jako součást show. Motocykl selhal a srazil se s napůl zvednutým podstavcem na bicí a spadl z něj, čímž si zlomil nos. Chvíli zůstal v bezvědomí, zatímco skupina hrála první píseň. Po nabytí vědomí se Halford vrátil a show dokončil. Poté oznámil odchod z Judas Priest, a také zažaloval jejich vydavatele, Sony, pro omezující praktiky. Kapelu opustil v květnu 1992.

### Fight
Krátce po odchodu založil kapelu Fight s bubeníkem Judas Priest Scottem Travisem, basistou Jackem "Jay Jay" Brownem a kytaristy Brianem Tilsem a Russem Parrishem. První album War of Words bylo vydáno v roce 1993, po něm následovalo EP Mutations v roce 1994. V roce 1994 proběhlo turné na podporu alba. Druhé album A Small Deadly Space bylo vydáno v roce 1995 s turné na podporu alba. Zatímco War of Words bylo přímé a hutné metalové album, A Small Deadly Space mělo drsnější zvuk, takže nebylo pro fanoušky, kteří si zvykli na War of Words, tolik přítažlivé. Když se kapela připravovala na práci na třetím albu, rozešli se, čímž ukončili spolupráci s Epic Records. Krátké setkání s polovinou původních členů se konalo 20. prosince 1997 na jednorázovém představení a poté se znovu rozešli. V rozhovoru v roce 2015 Halford uvažovalo o obnovení sestavy projektu Fight.

### 2wo
V roce 1997 začal Halford spolupracovat s kytaristou Johnem Lowerym na vytvoření industrialového projektu s názvem 2wo. V roce 1998 vydali své jediné album Voyeurs, které vyšlo pod labelem Nothing Records Trenta Reznora.

### Halford
V roce 1999 se Halford vrátil k metalovým kořenům a založil sólovou skupinu. Album Resurrection vyšlo v roce 2000 s kladným ohlasem kritiky. Album obsahuje i skladbu The One You Love To Hate, v níž zpívá duet s kolegou z heavymetalové branže, Brucem Dickinsonem. Kapela se vydala na turné k albu spolu s Iron Maiden a Queensrÿche. Živé album s názvem Live Insurrrection bylo vydáno v roce 2001. V roce 2002 následovalo druhé album Crucible. V roce 2010 vydal Halford živé DVD s názvem Live in Anaheim a třetí studiové album Halford IV: Made of Metal.

### Zpět k Judas Priest
Halfordovo opětovné shledání s Judas Priest vzniklo z let spekulací o tom, kdy už v sestavě nebyl, přinejmenším od vydání alba Resurrection, o kterém někteří kritici tvrdili, že zní spíše jako od Judas Priest než album Jugulator (1997) od samotných Judas Priest. Halford to zpočátku vyloučil, ale poté se znovu zamyslel a v roce 2002 uvedl, že „Střevní instinkt mi říká, že v určitém okamžiku se to stane“.
V červenci 2003 se Halford do Judas Priest vrátil a v roce 2004 se vydali na turné k oslavě návratu. Kapela vydala v roce 2005 album Angel of Retribution. Dále Nostradamus (2008), Redeemer of Souls (2014), Firepower (2018) a Invincible Shield (2024). Halford působí v Judas Priest dodnes.

## Osobní život
Halford žije v USA ve Phoenixu v Arizoně. Má také dům v Amsterdamu a v jeho rodném městě Walsallu.
Od 90. let je ve vztahu se svým manželem Thomasem Pencem.
Halford má vlastní hudební vydavatelství s názvem Metal God Entertainment.
V roce 1985 Halford poznal svého životního partnera Brada. Byl to Halfordův první trvalý vztah a udělalo ho to „extaticky, šíleně šťastným“. Jeho partner se potýkal s problémy užívání drog, který narušoval jejich vztah a který se začal pomalu rozpadat. Na albu Turbo z roku 1986 je píseň s názvem "Out in the Cold", která je ovlivněna jeho životním partnerem Bradem. Jeho partner nakonec spáchal v roce 1987 sebevraždu. 
Halfordovo skrývání sexuality během působení v Judas Priest mu způsobilo deprese a uzavřenost, což mu způsobilo závislost na drogách a alkoholu.
V 80. letech se potýkal s problémy alkoholu a drog, hlavně užívání kokainu. Podle vlastních slov neužívá drogy a ani alkohol od roku 1986 a vidí to jako velký přínos pro svůj život. Energicky se zotavil a jeho živá vystoupení během následujícího turné byla popsána jako některá z jeho vůbec nejsilnější, a byla viděna i na živém albu Priest…Live!.
V roce 1998 veřejně sdělil svou homosexualitu.
V květnu 2021 byl Halford jmenován guvernérem Andym Beshearem plukovníkem Kentucky.
V roce 2021 veřejně přiznal, že poslední dva roky bojoval s rakovinou prostaty a musel podstoupit několik operací a léčeb.

## Vzhled a kousky

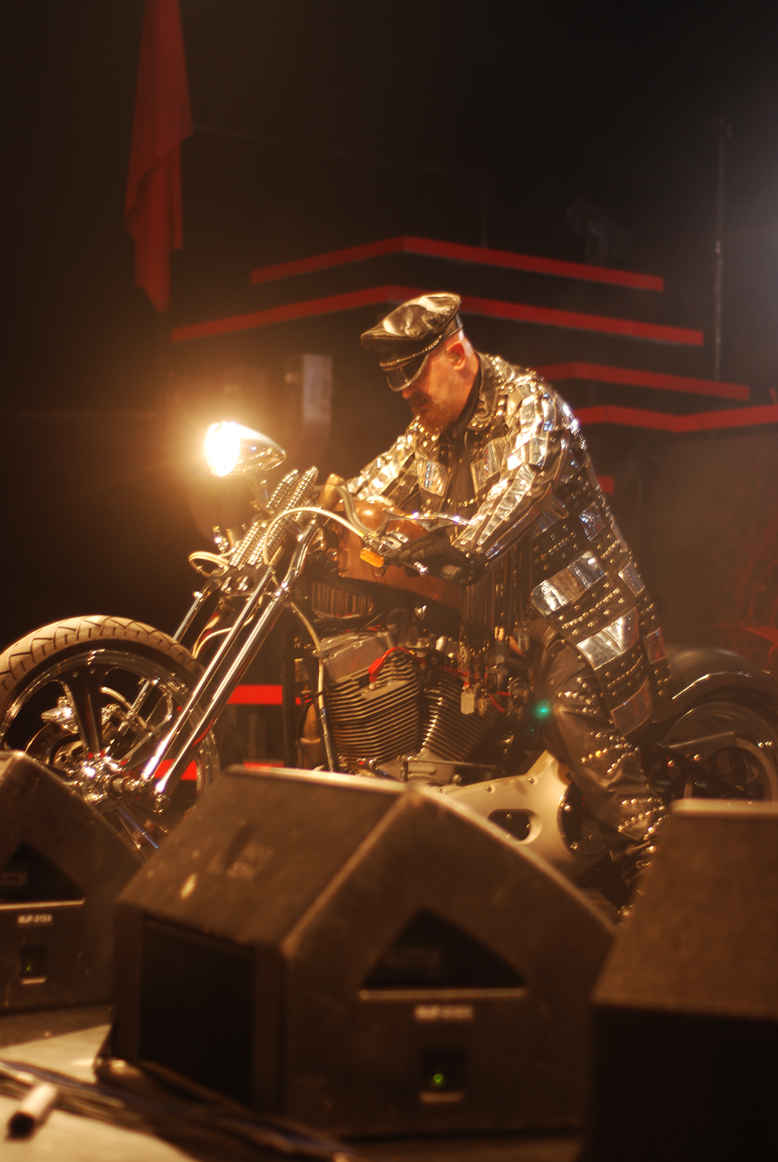
Rob Halford na Harleyi

Halford měl ze začátku, jako většina metalových zpěváků, dlouhé vlasy. Později mu však začaly vypadávat, a tak si je nakrátko ostříhal; v 90. letech si hlavu vyholil úplně, a na začátku roku 2000 si nechal narůst vousy. 
Byl to právě on a K.K. Downing, kdo zavedli pro metal typickou módu: kožené oblečení, bundu "křivák", cvočky, pyramidy, bič atd. Někteří si myslí, že Halford se inspiroval koženou image v gay klubech, což není pravda. Halford je sice homosexuál, ale o gay kluby nebo prvky BDSM se nikdy nezajímal. Sám totiž říká, že je "vanilla gay".
Jeho oblíbeným kouskem je příjezd na pódium motorkou Harley-Davidson. 

## Diskografie

### Judas Priest

#### Studiová alba
- Rocka Rolla (1974)
- Sad Wings of Destiny (1976)
- Sin After Sin (1977)
- Stained Class (1978)
- Killing Machine (1978) (vydáno jako Hell Bent for Leather v USA 1979)
- British Steel (1980)
- Point of Entry (1981)
- Screaming for Vengeance (1982)
- Defenders of the Faith (1984)
- Turbo (1986)
- Ram It Down (1988)
- Painkiller (1990)
- Angel of Retribution (2005)
- Nostradamus (2008)
- Redeemer of Souls (2014)
- Firepower (2018)
- Invincible Shield (2024)

#### Koncertní alba
- Unleashed in the East (1979)
- Priest...Live! (1987)
- A Touch of Evil: Live (2009)
- British Steel - 30th Anniversary - Live (2010)
- Battle Cry (2016)

### Fight
- K5 – The War of Words Demos (1992) (vydáno v roce 2007)
- War of Words (1993)
- Mutations (1994)
- A Small Deadly Space (1995)

### 2wo
- Voyeurs (1998)

### Halford

#### Studiová alba
- Resurrection (2000)
- Crucible (2002)
- Halford III: Winter Songs (2009)
- Halford IV: Made of Metal (2010)

#### Koncertní alba
- Live Insurrection (2001)
- Live in Anaheim (2010) (nahráno v roce 2003)

### Rob Halford With Family & Friends
- Celestial (2019)